# Jonathan Kemp
Pour les articles homonymes, voir Kemp.
Jonathan Kemp, né le 18 mars 1981 à Wolverhampton, est un joueur professionnel de squash représentant l'Angleterre. Il atteint en juillet 2010 la 20e place mondiale sur le circuit international, son meilleur classement. Il est champion d'Europe par équipes en 2011.
Le 7 juin 2012, il se marie avec la joueuse néo-zélandaise Jaclyn Hawkes qui se retire du circuit professionnel en 2013 en annonçant qu'elle est enceinte de leur premier enfant.

## Palmarès

### Titres
- Championnat d'Europe par équipes : 2011

### Finales
- Open de Chennai : 2010